# Гуардистало
Гуардистало (на италиански: Guardistallo) е град и община в Италия, в региона Тоскана, провинция Пиза, в географския район Валдичечина. Населението е около 1200 души (2007).